# Euarchonta
Euarchonta è un clade che riunisce quattro ordini di mammiferi euplacentati: i Dermotteri (colugo o lemuri volanti), gli Scandenti (tupaie), gli estinti Plesiadapiformi e i Primati (tarsi, lemuri, scimmie e uomo).
Questo termine (dal greco: "veri progenitori") apparve per la prima volta nella letteratura scientifica nel 1999, quando dati bio-molecolari suggerirono che il clade Archonta, basato su dati morfologici, doveva subire una riduzione per escludere l'ordine dei Chirotteri. Ulteriori analisi sulle sequenze del DNA nucleare (Murphy et al., 2001) sostengono questa ipotesi, mentre maggiori studi sul DNA mitocondriale portano all'elaborazione di un differente albero filogenetico (Arnason et al, 2002). Tuttavia, analisi basate sulla presenza/assenza dei retrotrasposoni rafforzano l'ipotesi Euarchonta (Kriegs et al., 2007). Infine, i dati morfologici, uniti ad una critica sulla reale validità dei dati molecolari, portano ad una continua discussione sull'esclusione dei pipistrelli da Archonta. In particolare, alcuni ricercatori credono che i chirotteri siano difiletici, e che alcuni di essi, i Megachirotteri, siano affini ai Primati (Teoria dei primati volanti).
L'ipotesi corrente, basata su analisi di biologia molecolare, suggerisce che gli Euarchonta siano comparsi nel periodo Cretaceo, circa 88 milioni di anni fa, e si siano poi separati 86,2 milioni di anni fa nei gruppi Scandentia e Primatomorpha. Quest'ultimo diverge prima di 79,6 milioni di anni negli ordini Primati e Dermoptera. Tuttavia, se non consideriamo la famiglia Adapisoriculidae di ancora incerta collocazione, le specie fossili più antiche che possono essere sicuramente attribuite agli Euarchonta (Purgatorius coracis) risalgono all'inizio del Paleocene , 65 milioni di anni fa.
Nella classificazione qui adottata, Euarchonta e Glires formano insieme il clade Euarchontoglires, uno dei quattro superordini in cui vengono suddivisi i mammiferi euplacentati:
|  | Rodentia   |
|  |            |
|  | Lagomorpha |
|  |            |

|  | Dermoptera                                                     |
|  |                                                                |
|  | \| \| Plesiadapiformes† \| \| \| \| \| \| Primates \| \| \| \| |
|  |                                                                |
|  | Plesiadapiformes†                                              |
|  |                                                                |
|  | Primates                                                       |
|  |                                                                |

|  | Plesiadapiformes† |
|  |                   |
|  | Primates          |
|  |                   |

|  | Dermoptera                                                     |
|  |                                                                |
|  | \| \| Plesiadapiformes† \| \| \| \| \| \| Primates \| \| \| \| |
|  |                                                                |
|  | Plesiadapiformes†                                              |
|  |                                                                |
|  | Primates                                                       |
|  |                                                                |

|  | Plesiadapiformes† |
|  |                   |
|  | Primates          |
|  |                   |

|  | Dermoptera                                                     |
|  |                                                                |
|  | \| \| Plesiadapiformes† \| \| \| \| \| \| Primates \| \| \| \| |
|  |                                                                |
|  | Plesiadapiformes†                                              |
|  |                                                                |
|  | Primates                                                       |
|  |                                                                |

|  | Plesiadapiformes† |
|  |                   |
|  | Primates          |
|  |                   |

|  | Dermoptera                                                     |
|  |                                                                |
|  | \| \| Plesiadapiformes† \| \| \| \| \| \| Primates \| \| \| \| |
|  |                                                                |
|  | Plesiadapiformes†                                              |
|  |                                                                |
|  | Primates                                                       |
|  |                                                                |

|  | Plesiadapiformes† |
|  |                   |
|  | Primates          |
|  |                   |

|  | Rodentia   |
|  |            |
|  | Lagomorpha |
|  |            |

|  | Dermoptera                                                     |
|  |                                                                |
|  | \| \| Plesiadapiformes† \| \| \| \| \| \| Primates \| \| \| \| |
|  |                                                                |
|  | Plesiadapiformes†                                              |
|  |                                                                |
|  | Primates                                                       |
|  |                                                                |

|  | Plesiadapiformes† |
|  |                   |
|  | Primates          |
|  |                   |

|  | Dermoptera                                                     |
|  |                                                                |
|  | \| \| Plesiadapiformes† \| \| \| \| \| \| Primates \| \| \| \| |
|  |                                                                |
|  | Plesiadapiformes†                                              |
|  |                                                                |
|  | Primates                                                       |
|  |                                                                |

|  | Plesiadapiformes† |
|  |                   |
|  | Primates          |
|  |                   |

|  | Dermoptera                                                     |
|  |                                                                |
|  | \| \| Plesiadapiformes† \| \| \| \| \| \| Primates \| \| \| \| |
|  |                                                                |
|  | Plesiadapiformes†                                              |
|  |                                                                |
|  | Primates                                                       |
|  |                                                                |

|  | Plesiadapiformes† |
|  |                   |
|  | Primates          |
|  |                   |

|  | Dermoptera                                                     |
|  |                                                                |
|  | \| \| Plesiadapiformes† \| \| \| \| \| \| Primates \| \| \| \| |
|  |                                                                |
|  | Plesiadapiformes†                                              |
|  |                                                                |
|  | Primates                                                       |
|  |                                                                |

|  | Plesiadapiformes† |
|  |                   |
|  | Primates          |
|  |                   |